# Kakost pyrenejský
Kakost pyrenejský (Geranium pyrenaicum) je dvouletá až víceletá rostlina z čeledi kakostovité.

## Popis

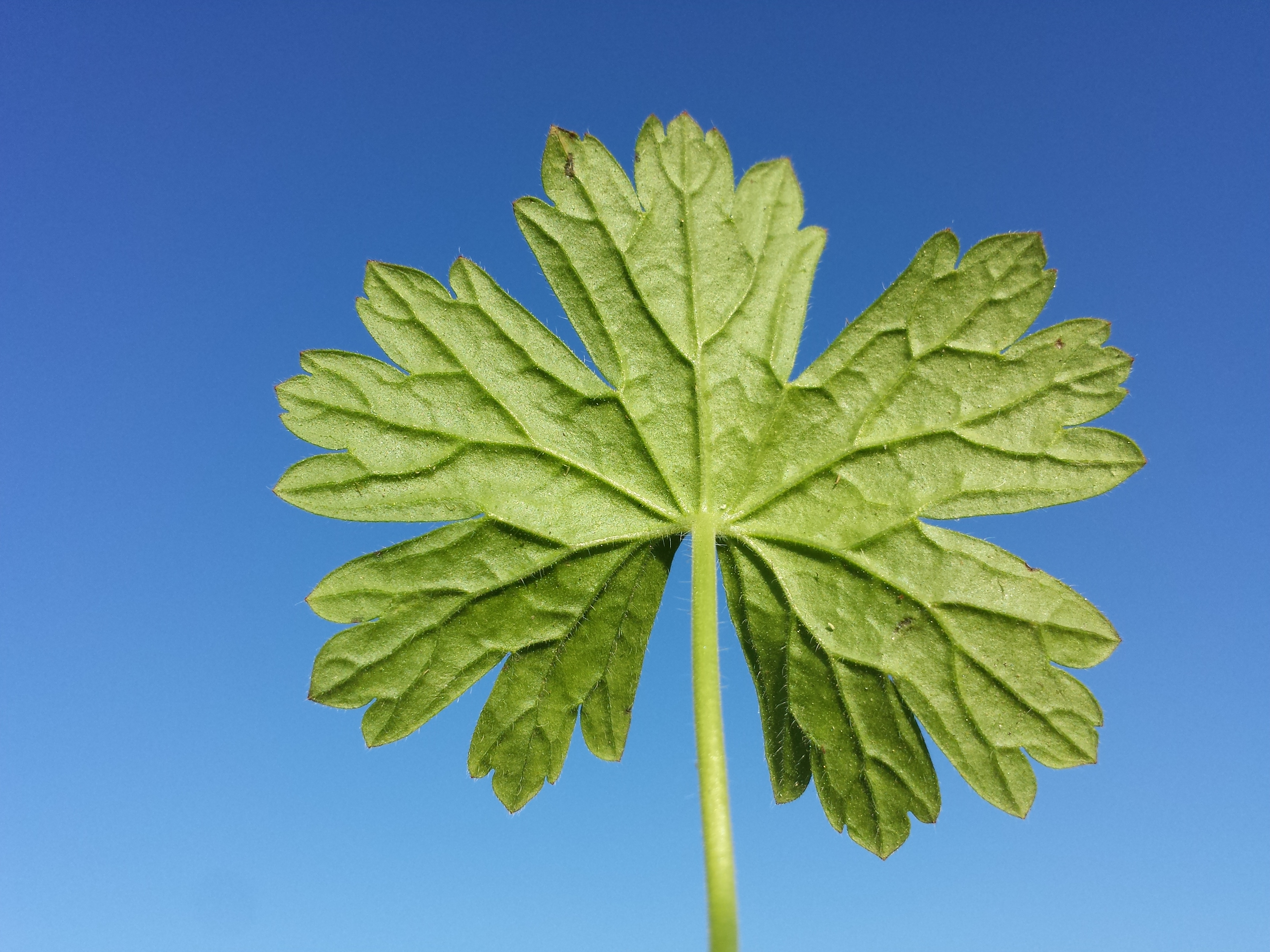
List kakostu pyrenejského

Kakost pyrenejský je dvouletá až víceletá rostlina s lodyhou vysokou 20–50 cm. Květy jsou fialové, široké 1–1,5 cm, korunních lístků je 5, dlouhé jsou až 1 cm. Listy tvoří přízemní růžici, jsou řapíkaté, tvarem ledvinité až okrouhlé. Plodem je suchý zobanitý plod až 2 cm dlouhý. Semena jsou zbarvena do červenohněda a jsou elipsoidní.

## Výskyt
Kakost pyrenejský se vyskytuje na západě od marockého Atlasu, Španělska a střední Francie a na východě až po Libanon a Kavkaz. Druhotně se vyskytuje také v Severní Americe, na Jamajce, v Indii a Evropě a to díky pěstování v parcích a zahradách. V Evropě se vyskytuje téměř všude, výjimkou je pouze Island, evropská část Ruska a sever Skandinávských zemí. Dnes roste v ČR převážně v nižších polohách, v nadmořské výšce nad 700 m n. m. se vyskytuje vzácně.
Kakost pyrenejský roste přirozeně v křovinách, na polích, rumištích a při okraji cest, v příkopech, na železničních a silničních náspech, jako okrasná rostlina se pěstuje na zahradách a v parcích. Kvete od května do září.

## Poddruhy
Kakost pyrenejský má 2 poddruhy:
- G. p. lusitanicum - Pyrenejský poloostrov
- G. p. pyrenaicum - nominátní poddruh; Evropa až Írán, severozápadní Afrika